# Šťastný Jim
Šťastný Jim je román Kingsleyho Amise vydaný v roce 1954. Byl to Amisův první román a vyhrál Somerset Maugham Award. Šťastný Jim se odehrává kolem roku 1950 a vypráví o příhodách Jamese (Jima) Dixona, neochotného profesora dějin středověku na nejmenované britské provinční univerzitě. Tento román je průkopníkem charakteristického námětu té doby: mladý muž, který se snaží prosadit v poválečném světě.

## Česká vydání
V češtině kniha vyšla zatím nejméně pětkrát a to v překladech Jiřího Muchy (4x) a Kateřiny Hilské. První vydání obsahuje doslov nazvaný Úspěch Šťastného Jima, který napsal Josef Škvorecký.
- Amis, Kingsley. Šťastný Jim. Překlad Jiří Mucha. 1. vyd. Praha: SNKLHU, 1959. 294, [2] s. Klub čtenářů; Sv. 101.
- Amis, Kingsley. Šťastný Jim. Překlad Jiří Mucha. 2. vyd. Praha: Odeon, 1970. 202, [2] s. Čtení na dovolenou.
- Amis, Kingsley. Šťastný Jim. Překlad Jiří Mucha. 3. vyd. Praha: Svoboda, 1992. 229 s. ISBN 80-205-0285-8.
- Amis, Kingsley. Šťastný Jim. Překlad Jiří Mucha. 1. vyd. v nakl. Motto Praha: Motto, 2001. 280 s. ISBN 80-7246-110-9.
- Amis, Kingsley. Šťastný Jim. Překlad Kateřina Hilská. 1. vyd. v tomto překladu Praha: Plus, 2011. 293 s. ISBN 978-80-259-0019-2.